# Villafranca del Cid
Villafranca del Cid (en valenciano y cooficialmente Vilafranca) es un municipio de la provincia de Castellón, Comunidad Valenciana, España. Pertenece a la comarca de los Puertos de Morella, aunque hasta 2022 formaba parte de una comarca distinta, el Alto Maestrazgo. Cuenta con 2197 habitantes (INE 2020).

## Geografía
La real villa de Villafranca del Cid se halla situada en el límite occidental de la provincia de Castellón, a 85 km de la capital. El pueblo se encuentra en un elevado altiplano a 1125 m sobre el nivel del mar. Pese a ello el resto del término es muy accidentado, destacando entre las principales alturas el "Tossal dels Montllats" (1643 m), el "Tossal del Mas de Coder" (1467 m), el "Tossal del Mas d'Altava" (1426 m), "Mas de Tosca de Dalt" (1379 m), el "Tossal d'Arriello" (1314 m) y el canto del "Picaio" (1305 m). Por el contrario la parte más baja se encuentra en el río Monleón a 710 m sobre el nivel del mar. Los puntos más elevados están formados básicamente por rocas calcáreas que la erosión ha biselado a veces profundamente. La disolución de la caliza ha conseguido caprichosos moldeados en "Les Coves del Forcall".
Se accede a esta localidad desde Castellón tomando la CV-10 y luego la CV-15.

### Localidades limítrofes
El término municipal de Villafranca del Cid limita con las siguientes localidades:
Portell de Morella, Castellfort, Ares del Maestre, Benasal, y Vistabella del Maestrazgo todas ellas de la provincia de Castellón además de Mosqueruela y La Iglesuela del Cid en la provincia de Teruel.

### Clima
Villafranca presenta unos inviernos largos y fríos, con una temperatura media de aproximadamente 3 °C, y unos veranos relativamente suaves, con valores térmicos medios que no sobrepasan los 20 °C, pero a pesar de su ubicación mediterránea, cuenta con una temperatura media anual de tan solo 10 °C.
Aunque los meses más fríos del año suelen coincidir con enero, diciembre y febrero, en este orden (durante estos meses los termómetros se encuentran muchas veces por debajo de cero), el riesgo de heladas queda ampliado, según las estadísticas, a siete meses, que van desde noviembre a mayo, ambos incluidos.
En cuanto a las precipitaciones, los valores son característicos de un clima de influencia mediterránea, pero con matices orográficos. Así, los temporales lluviosos están ligados a las situaciones de levante que provocan la máxima pluviometría y las nevadas, llegando muy débiles las borrascas de influencia atlántica.
Durante los meses fríos las precipitaciones se pueden dar en forma de nieve, por causa de la considerable altitud de la zona, aunque no es de extrañar alguna nevada ocasional entrada la primavera.
El resultado hídrico anual ronda los 700 L/m2, dándose principalmente en forma de lluvia en otoño y en la primavera y quedando las estaciones de invierno y verano como las más secas con valores muy semejantes. Estadísticamente, los meses más lluviosos son octubre y mayo (con valores medios de 90 L/m2); julio y enero son los que marcan los mínimos anuales (35 L/m2).
| Parámetros climáticos promedio de Villafranca del Cid en el periodo 1961-2003 | Parámetros climáticos promedio de Villafranca del Cid en el periodo 1961-2003 | Parámetros climáticos promedio de Villafranca del Cid en el periodo 1961-2003 | Parámetros climáticos promedio de Villafranca del Cid en el periodo 1961-2003 | Parámetros climáticos promedio de Villafranca del Cid en el periodo 1961-2003 | Parámetros climáticos promedio de Villafranca del Cid en el periodo 1961-2003 | Parámetros climáticos promedio de Villafranca del Cid en el periodo 1961-2003 | Parámetros climáticos promedio de Villafranca del Cid en el periodo 1961-2003 | Parámetros climáticos promedio de Villafranca del Cid en el periodo 1961-2003 | Parámetros climáticos promedio de Villafranca del Cid en el periodo 1961-2003 | Parámetros climáticos promedio de Villafranca del Cid en el periodo 1961-2003 | Parámetros climáticos promedio de Villafranca del Cid en el periodo 1961-2003 | Parámetros climáticos promedio de Villafranca del Cid en el periodo 1961-2003 | Parámetros climáticos promedio de Villafranca del Cid en el periodo 1961-2003 |
| Mes | Ene.                                                                          | Feb.                                                                          | Mar.                                                                          | Abr.                                                                          | May.                                                                          | Jun.                                                                          | Jul.                                                                          | Ago.                                                                          | Sep.                                                                          | Oct.                                                                          | Nov.                                                                          | Dic.                                                                          | Anual                                                                         |
| --- | ----------------------------------------------------------------------------- | ----------------------------------------------------------------------------- | ----------------------------------------------------------------------------- | ----------------------------------------------------------------------------- | ----------------------------------------------------------------------------- | ----------------------------------------------------------------------------- | ----------------------------------------------------------------------------- | ----------------------------------------------------------------------------- | ----------------------------------------------------------------------------- | ----------------------------------------------------------------------------- | ----------------------------------------------------------------------------- | ----------------------------------------------------------------------------- | ----------------------------------------------------------------------------- |
| Temp. máx. media (°C) | 6.6                                                                           | 7.8                                                                           | 10.6                                                                          | 13.0                                                                          | 16.8                                                                          | 20.9                                                                          | 24.5                                                                          | 24.5                                                                          | 21.0                                                                          | 15.4                                                                          | 10.6                                                                          | 8.4                                                                           | 15.0                                                                          |
| Temp. media (°C) | 2.9                                                                           | 3.6                                                                           | 5.9                                                                           | 8.1                                                                           | 11.9                                                                          | 16.1                                                                          | 19.5                                                                          | 19.6                                                                          | 16.3                                                                          | 11.1                                                                          | 6.3                                                                           | 4.2                                                                           | 10.4                                                                          |
| Temp. mín. media (°C) | -0.8                                                                          | -0.6                                                                          | 1.2                                                                           | 3.2                                                                           | 7.0                                                                           | 11.2                                                                          | 14.4                                                                          | 14.6                                                                          | 11.5                                                                          | 6.8                                                                           | 2.0                                                                           | -0.2                                                                          | 5.9                                                                           |
| Precipitación total (mm) | 35                                                                            | 36                                                                            | 48                                                                            | 58                                                                            | 84                                                                            | 59                                                                            | 29                                                                            | 38                                                                            | 63                                                                            | 83                                                                            | 53                                                                            | 45                                                                            | 631                                                                           |
| Fuente: Ministerio de Agricultura, Alimentación y Medio Ambiente. Datos de precipitación para el periodo 1961-2003 y de temperatura para el periodo 1961-2003 en Villafranca del Cid (7544). |                                                                               |                                                                               |                                                                               |                                                                               |                                                                               |                                                                               |                                                                               |                                                                               |                                                                               |                                                                               |                                                                               |                                                                               |                                                                               |

## Historia
Sus orígenes se pierden en la nebulosa de la prehistoria. Así lo afirman el poblado de la Edad del Bronce de la Ereta del Castellar, los numerosos yacimientos ibéricos que jalonan el término, alguna que otra pintura rupestre e históricamente los restos romanos hallados en su término (antiguas calzadas secundarias, monedas imperiales, etc.). Pero la partida de nacimiento de la actual Villafranca lleva fecha del 7 de febrero de 1239 . Su fundador fue don Blasco de Alagón que la denominó "Rivus Truitarum" o "Riu de les Truites" (Río de las Truchas en castellano). El puente gótico-romano que cruza el "Riu de les Truites" fue por el cual el rey Jaime I cruzó y pisó por primera vez las tierras castellonenses.
Tras pertenecer a la casa de Alagón, a la de Anglesola después y otra vez a la de Alagón, se incorporó a los "Términos Generales del Castillo de Morella" el 14 de mayo de 1303. El 27 de diciembre de 1333, los vilafranquinos se rebelaron contra las decisiones de los jurados morellanos, iniciándose con este acto la lucha por su independencia que duró casi cuatro siglos y a la que se sumaron otras aldeas.
Hubo una serie de pleitos con Mosqueruela perdiendo el castillo del Mallo y el caserío de la Estrella entre 1335 y 1340.
El rey Pedro IV el Ceremonioso autorizó la construcción de murallas y concedió la independencia de Morella el 8 de junio de 1358; pero once años después cambió de parecer y anuló el privilegio. Felipe IV comprendió la carga financiera que suponía esto para las aldeas, y en pago a los servicios prestados por los aldeanos en las guerras de Francia y Cataluña, las independizó.
Fue el prócer notario Joan Baptista Penyarroja quien conseguía de Carlos II la independencia de todas las aldeas y su erección en villas reales el 8 de febrero de 1691.
En la Guerra de Sucesión, la villa tomó partido por el archiduque Carlos de Austria. En octubre de 1874 tuvo lugar la batalla de Villafranca.
Aunque siempre hubo un importante núcleo tradicionalista y fuera hijo del pueblo un guerrillero tan famoso como "El Serrador", Villafranca tomó parte por los liberales de Isabel II; pero Cabrera la tomó por sorpresa en 1834. Después fue otra vez fuerte liberal hasta que se abandonó por hallarse aislado entre los dominios carlistas. En su término se libraron dos memorables batallas: la del "Mas de la Carrasca" y la del "Pla de Mosorro", el 28 de junio de 1875, ganada por Jovellar, Azcárraga y Villaviciosa, contra Dorregaray, Cucala y Villalaín (muerto este en la acción). Se ha considerado esta batalla como el principio del fin de la guerra en el centro y Valencia.
En 1943 la Diputación provincial elige mayoritariamente a su alcalde Juan Antonio Aznar Íñigo para el cargo de procurador en Cortes en la I Legislatura de las Cortes Españolas (1943-1946), representando a los Municipios de esta provincia.
Desde que se iniciaron los debates para una comarcalización de la Comunidad Valenciana, el municipio de Villafranca era encuadrado en la comarca del Alto Maestrazgo, algo que provocaba bastante malestar en la población debido a que histórica, cultural y socialmente se han considerado parte de la comarca de Los Puertos de Morella, estando incluso integrados en las diversas mancomunidades de servicios de esa zona o participando del tradicional Aplec dels Ports. En el año 2022 se autorizó el cambio en el mapa comarcal permitiendo que Villafranca pasase de ser un municipio del Alto Maestrazgo a integrarse en la comarca de Los Puertos.

## Administración
| Periodo   | Nombre                 | Partido       |
| --------- | ---------------------- | ------------- |
| 1979-1983 | Jaime Vives Lorenz     | UCD           |
| 1983-1987 | Jaime Vives Lorenz     | PDL           |
| 1987-1991 | Rogelio Tena Monforte  | PSPV-PSOE     |
| 1991-1995 | Rogelio Tena Monforte  | PSPV-PSOE     |
| 1995-1999 | Rogelio Tena Monforte  | PSPV-PSOE     |
| 1999-2003 | Francisco Miralles     | Independiente |
| 2003-2007 | Òscar Tena García      | PSPV-PSOE     |
| 2007-2011 | Òscar Tena García      | PSPV-PSOE     |
| 2011-2015 | Òscar Tena García      | PSPV-PSOE     |
| 2015-2019 | Òscar Tena García      | PSPV-PSOE     |
| 2019-2023 | Silvia Colom Monferrer | PSPV-PSOE     |
| 2023-act. | Silvia Colom Monferrer | PSPV-PSOE     |

## Demografía
Villafranca del Cid cuenta con una población de 2139 habitantes (INE 2024).
| Gráfica de evolución demográfica de Villafranca del Cid entre 1842 y 2021 |
| |
| Población de derecho según los censos de población del INE Población de hecho según los censos de población del INEEn estos censos se denominaba Villafranca del Cid: 1842, 1857, 1860, 1877, 1887, 1897, 1900, 1910, 1920, 1930, 1940, 1950, 1960, 1970, 1981, 1991 y 2001. |

| 1992 | 1994 | 1996 | 1998 | 2000 | 2002 | 2004 | 2006 | 2007 | 2019 |
| ---- | ---- | ---- | ---- | ---- | ---- | ---- | ---- | ---- | ---- |
| 2769 | 2742 | 2740 | 2680 | 2635 | 2566 | 2569 | 2547 | 2558 | 2200 |

## Economía
La industria fundamental en la economía del municipio es la textil con tres empresas que se dedican a ello.
Por otra parte, juega un papel importante la industria del mueble, así como el aserradero, uno de los más grandes de la provincia en este sector.

## Monumentos

### Monumentos religiosos

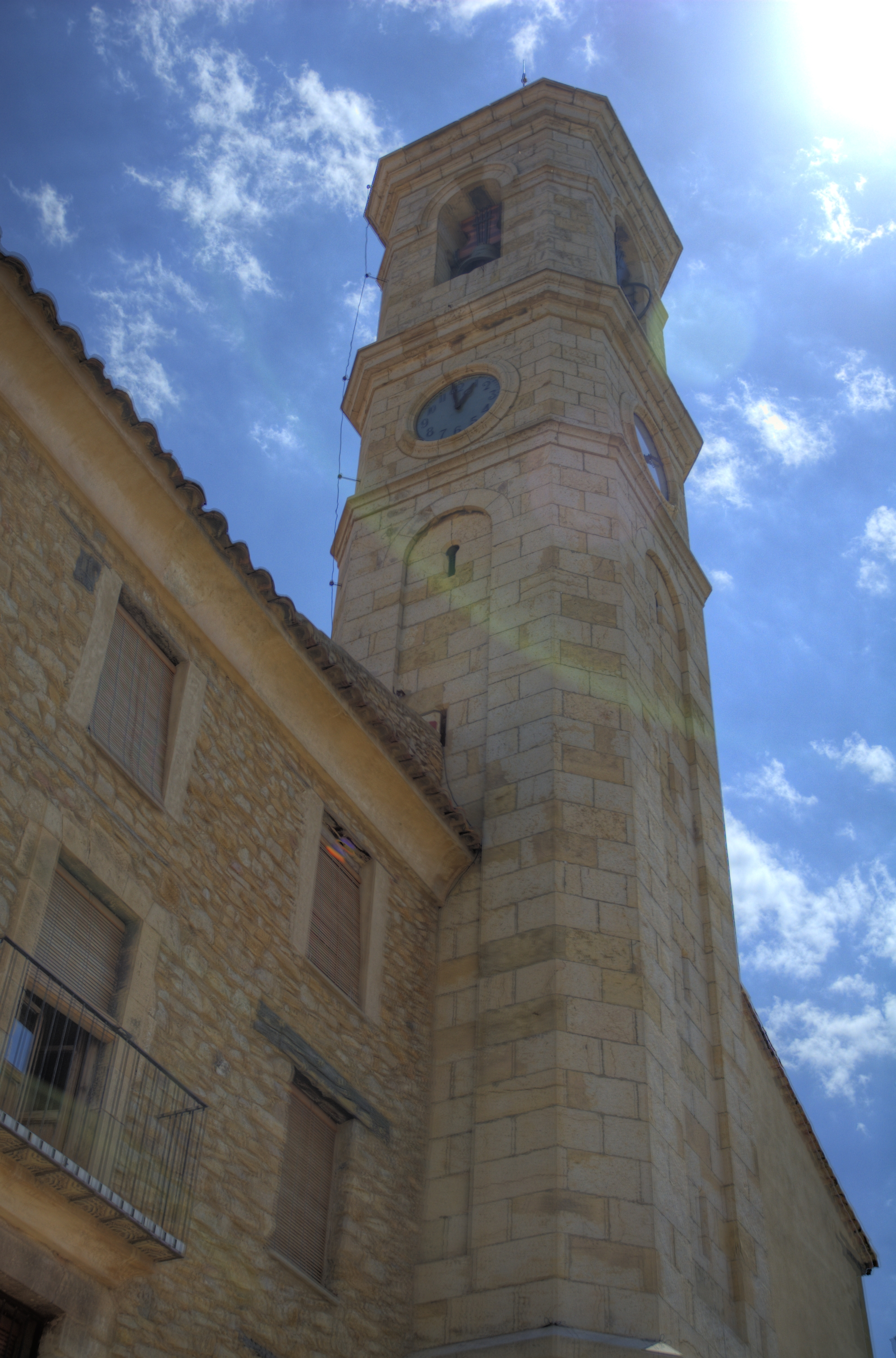
Campanario de la iglesia parroquial de Villafranca del Cid

- Ermita de San Miguel. Es la iglesia de la antigua Villafranca. Iglesia románico-gótica de finales del siglo XIII. Retablo de Bernat Serra: obra de este pintor morellano fechada en 1429.Está declarada Bien de Relevancia Local.[11]
- Ermita de San Roque. Dedicada al patrón de la villa. Templo barroco del siglo XVIII. Está declarada Bien de Relevancia Local.[11]
- Ermita del Calvario. Está declarada Bien de Relevancia Local.[11]
- Ermita de Santa Bárbara. Iglesia barroca del siglo XVIII, típica de las comarcas castellonenses. Posee varios frescos en mal estado. Los frescos han sido restaurados a iniciativa de Lola Monferrer solicitando la subvención a los organismos correspondientes la asociación cultural Luis Miralles del Carro que inicialmente fue denegada y posteriormente se concedió a la parroquia, quien restauró las pinturas. Está declarada Bien de Relevancia Local.[11]
- Iglesia Parroquial de Santa Magdalena. Monumento renacentista edificado entre 1567-1572, bajo la dirección de Raimón de Pertusa y Pere Maseres. Uno de los mejores monumentos del siglo XVI valenciano.Está declarada Bien de Relevancia Local.[11]
- Ermita de la Virgen del Llosar. Dedicado a la Virgen de esta advocación y patrona de la villa. Iglesia del siglo XVII y plaza semi porticada del siglo XIX. Está declarada Bien de Relevancia Local.[11]

- Peirones . A las salidas de la población hay varios peirones, como el peiró de les eres, trasladado al camino del Losar y el peiró Scala, reconstruido toscamente. Había otros como el de San Agustín que estaba delante de San Roque, cuyos restos han sido trasladados a una finca particular en el camino de Vistabella. En el ermitorio de la Virgen del Losar hay otro restaurado el año 2005 y el original se encontró roto muy estropeado en 2006 en las bóvedas del santuario. En la Puebla del Bellestar, también está la base y un trozo de caña, del que fuera destruido el 1936. Hay otros peirones algunos muy antiguos como el de San Isidro en el Mas de "Cap d´estany" del siglo XVI y otros más modernos, como el de San Pedro Mártir, la Trinidad y la Sagrada Familia, mandado colocar en el año 1940 por Doña Albina Plana Centelles en el collado "dels Montllats".

### Monumentos civiles

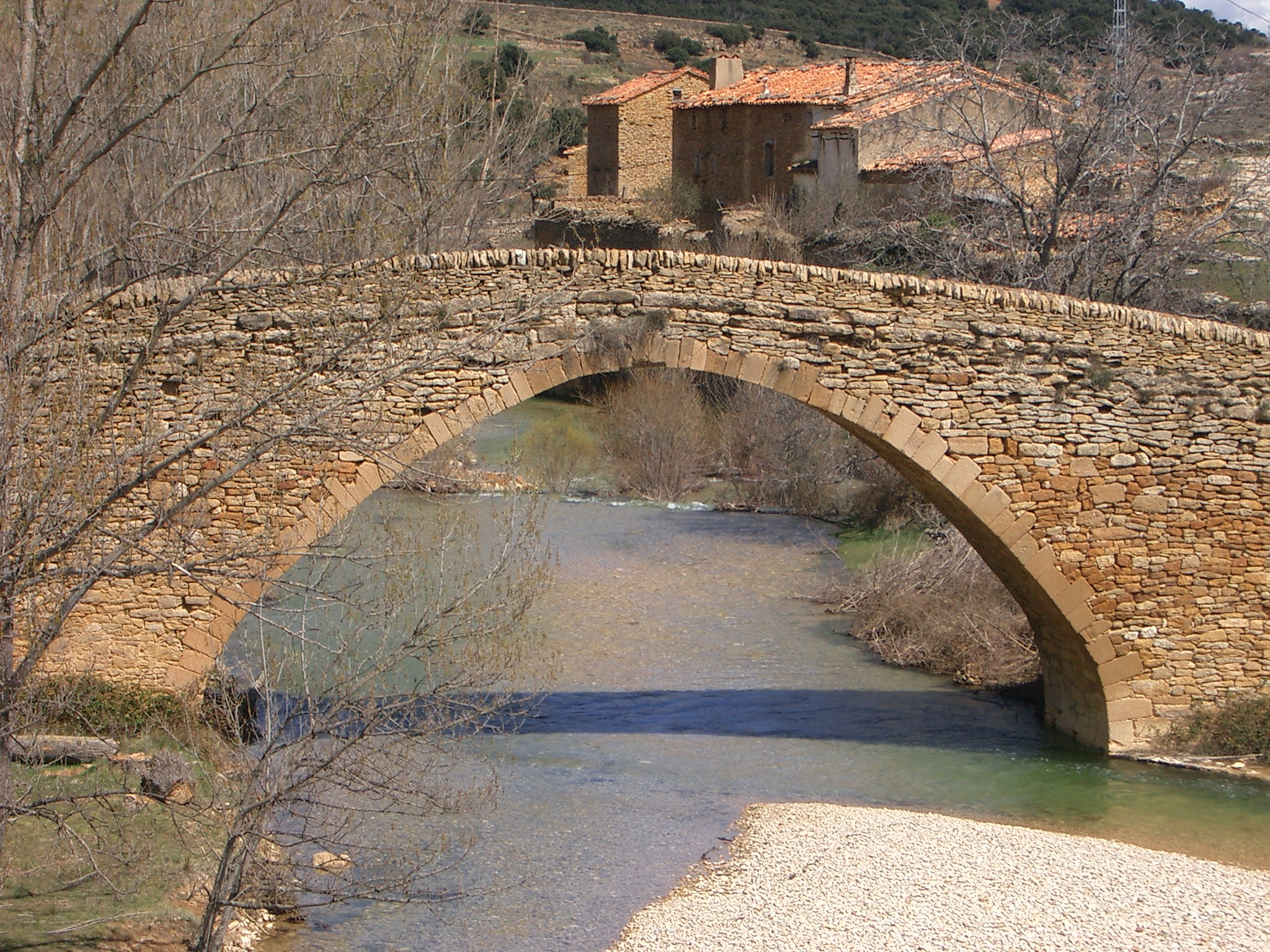
Puente gótico de la Pobla de Bellestar

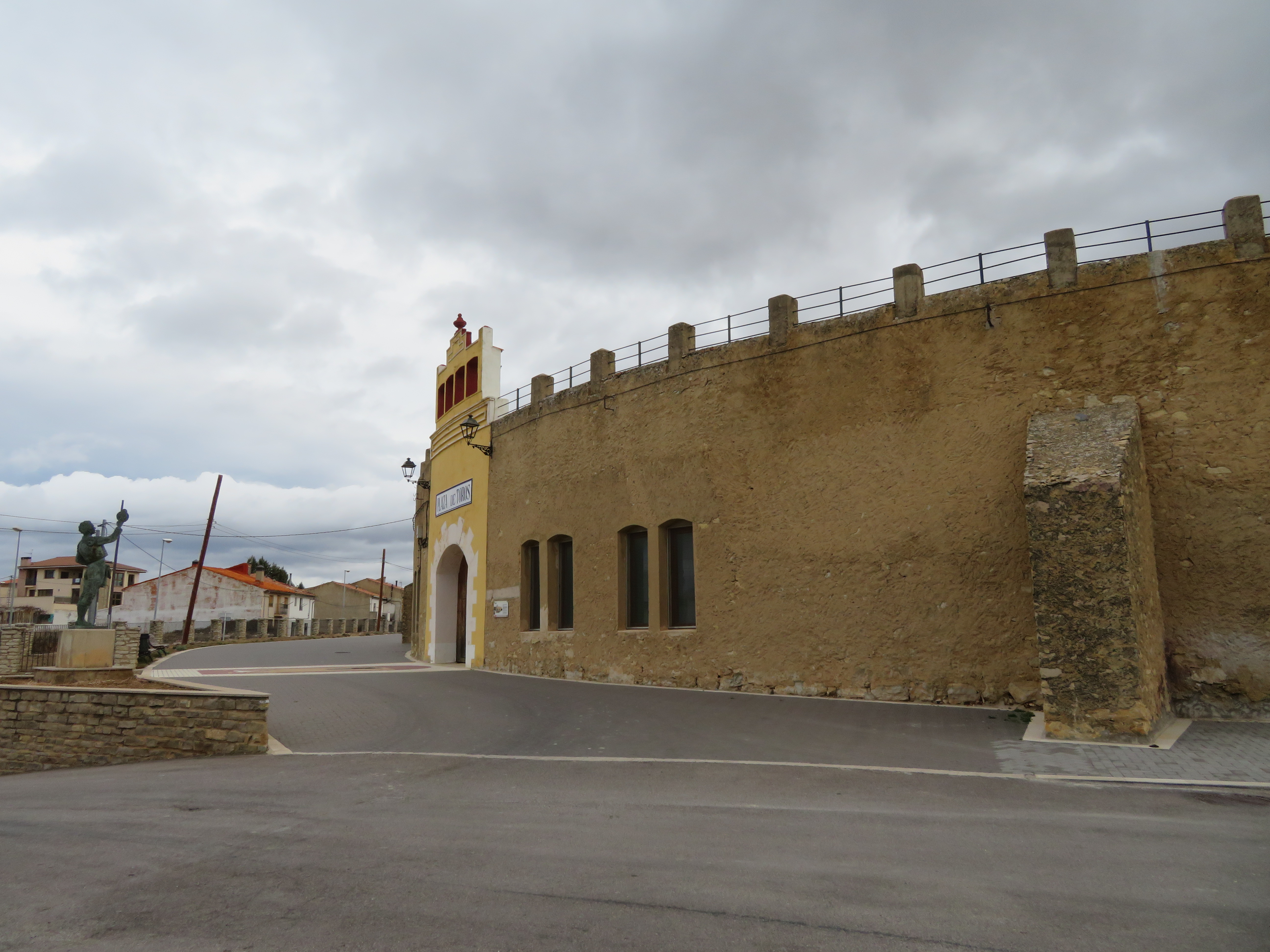
Plaza de Toros de Vilafranca, fue construida en 1933.

- Masía Fortificada Torre Fonso. Mas Torre Alfonso.Plaza de Toros de Vilafranca, fue construida en 1933.Conjunto de Masías Fortificadas, de entre las que destacan las declaradas Bien de Interés Cultural que son:Masía Fortificada Mas de Roig, Masía Fortificada Torre Don Blasco, Masía Fortificada Torre Fonso, Masía Fortificada Torre Leandra, Masía Fortificada de Mas Tena, Masía Fortificada Torre Barreda, Torre de la Pobla del Bellestar.[11]

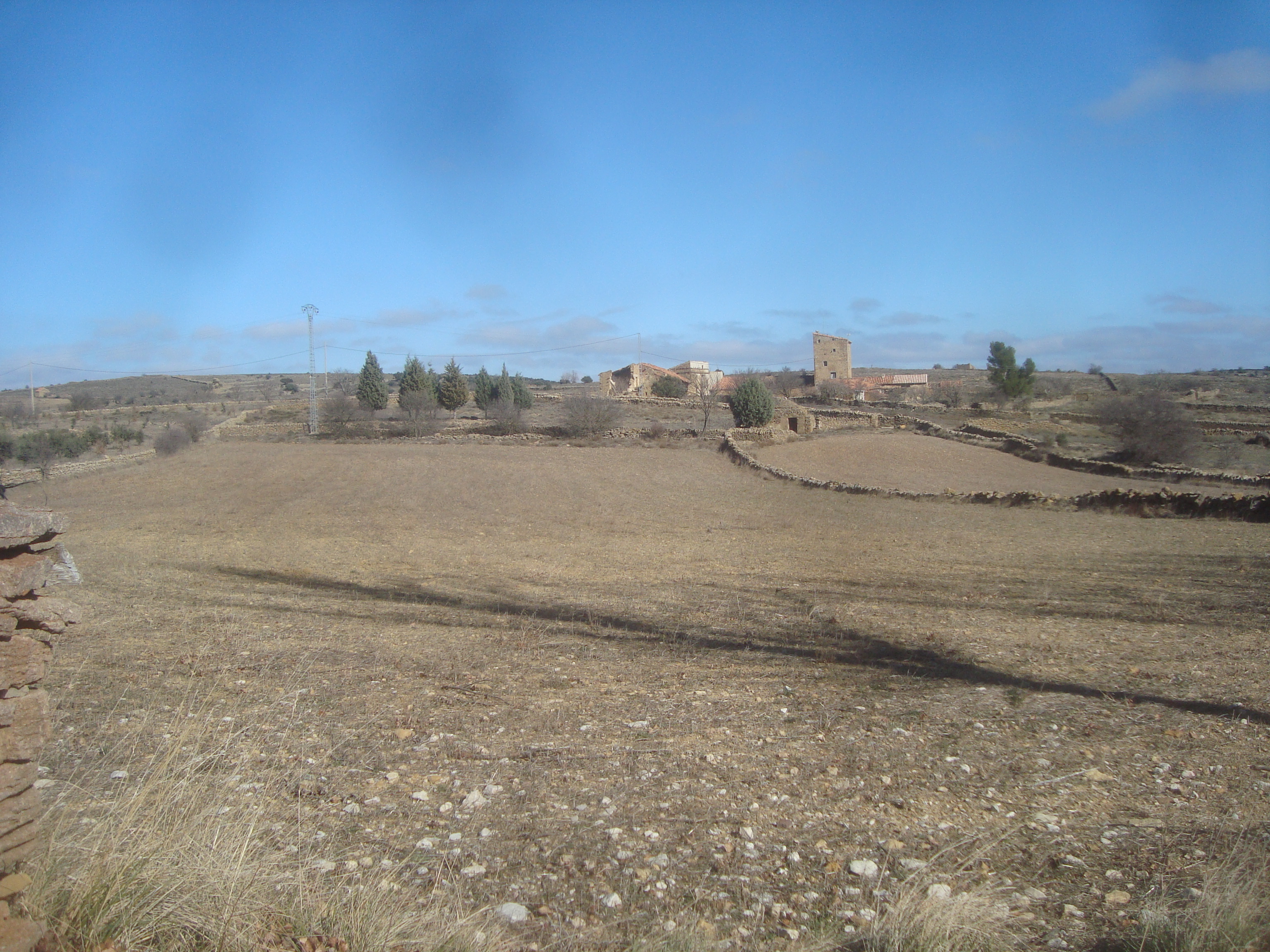
Masía Fortificada Torre Fonso. Mas Torre Alfonso.

- Puente de la Pobla de Bellestar. Sobre la rambla de Sellumbres o río de las Truchas; puente gótico de finales del siglo XIII.
- Portal de San Roque. Pertenece al siglo XIV siendo el único resto de las murallas levantadas en el reinado de Pedro IV.
- Antiguo Hospital. Ubicado delante del Portal de San Roque. Actualmente es sede de varias asociaciones.
- Casas Señoriales. En el casco antiguo existen diversas casas señoriales blasonadas.
- Ayuntamiento. Edificio gótico de finales del siglo XIV o principios del siglo XV. En una de sus salas está expuesto el retablo de Valentí Montoliu pintado en 1455 y ha sido calificada por los críticos como la mejor pintura del siglo XV valenciano.
- El Moderno. Edificio de trazas renacentistas construido en el primer tercio del siglo pasado.
- Plaza de Toros. Construida en 1933, con una capacidad de 4000 espectadores.
- Horno Medieval. Construido a finales del s XIII, fue donado por el rey pedro IV en 1358 a un médico llamado Pedro Ros por los servicios prestados durante la epidemia de la peste negra. En 1691, año de la independencia de Morella, tomaron posesión de él los jurados de la villa y en 1860 se desamortiza y pasa a manos privadas. En la actualidad es propiedad de la cooperativa VILATUR COOP V, que lo ha restaurado como salón de usos múltiples para sus clientes. Se puede visitar. preguntar en la oficina de turismo de Vilafranca.

## Fiestas locales
- San Antonio Abad. El conjunto de actos celebrados recibe el nombre de "La Publicata", ya que se hacen públicas las cosas relacionadas con el Santo como son celebraciones religiosas, representación teatral de la vida del Santo, rondallas por las calles etc. Dos semanas antes de la fiesta se sale al monte y se cogen barras, troncos y leña para elaborar la Barraca del santo que será quemada el día de la fiesta.
- Fiestas patronales. Se celebran a partir del 15 de agosto en honor de San Roque. Durante nueve días se celebran diversas actividades como exposiciones, teatro, campeonatos diversos, orquestas y conciertos, toros embolados, corridas de toros.

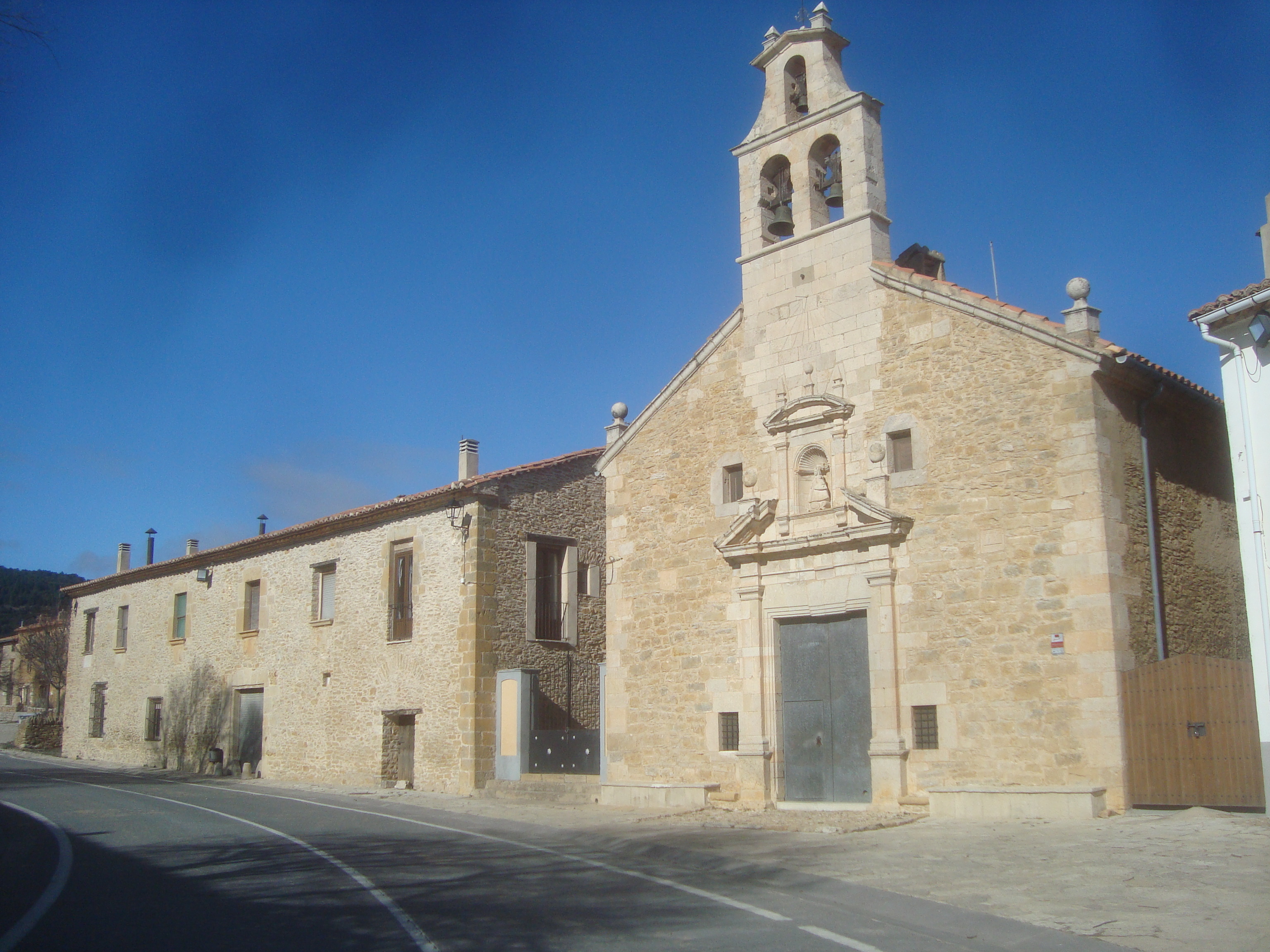
Ermita de la Virgen del Llosar de Vilafranca.

- Ermita de la Virgen del Llosar de Vilafranca.Festividad de la Virgen del Llosar. Durante tres días se realizan toros embolados y bailes en la calle y el día 8 de septiembre se celebra una procesión hasta el Santuario de la Virgen del Llosar y se invita a todos a degustar "Los Pasteles de Calabaza" (Els Pastissets de Carabassa), elaborados por la Mayoralía de la Virgen.
- Festividad del Corpus. Se celebra el domingo siguiente al jueves del corpus. Se celebra misa mayor y por la tarde vísperas y procesión. La procesión tiene tres paradas en los antiguos portales de la población: una en el portal de sant Roc, otra en el antiguo portal del Forn (actualmente desaparecido) y la última en el portal del collado (mitad de la actual calle mayor, también desaparecido en la actualidad). Aproximadamente a la altura del n.º 33. La cofradía del Santísimo Sacramento, fundada en el siglo XVII se reconstituyó en el año 1949, con la publicación de sus estatutos propios, en la actualidad, año 2010, todavía hay 5 cofrades que se encargan de la festividad.

## Gastronomía
Los platos típicos que cabe destacar son: caldos, pucheros, el ternasco, conejo con caracoles, perdices, codornices, productos porcinos, embutidos y jamones. Morcillas y bolos del cerdo. En cuanto a repostería destacamos la cuajada, pasteles de calabaza y boniato, rosquillas de aguardiente, mantecadas.